# Франц фон Тек
Франц Паул Карл Лудвиг Александер фон Тек (на немски: Franz (Francis) Paul Karl Ludwig Alexander von Teck; * 27 август 1837, Осиек, Хърватия; † 21 януари 1900, Лондон) от династията Вюртемберги, е граф на Хоенщайн в Австрия, от 1 декември 1863 г. 1. принц фон Тек и от 16 септември 1871 г. 1. херцог на Тек в Кралство Вюртемберг. Той е член на британската кралска фамилия и е баща на Мери Тек, съпругата на британския крал Джордж V и е прадядо на британската кралица Елизабет II.

## Биография
Той е син на принц Александер Паул Лудвиг Константин фон Вюртемберг (1804 – 1885) и съпругата му (морганатичен брак) графиня Клаудина Редеи фон Киш-Реде фон Кис-Реде (1812 – 1841), която е направена от кайзер Фердинанд I на 16 май 1835 г. на графиня фон Хоенщайн (suo jure).
На 6 март 1889 г. херцог Франц става полковник, на 18 октомври 1891 г. генерал-майор, на 18 април 1895 г. генерал-лейтенант.

## Фамилия
Франц се жени на 12 юни 1866 г. в Лондон за принцеса Мария Аделаида Кеймбриджка (* 27 ноември 1833, Хановер; † 27 октомври 1897, Лондон), дъщеря на Адолфус Фредерик, 1. херцог на Кеймбридж (1774 – 1850) и съпругата му принцеса Августа фон Хесен-Касел (1797 – 1889). Тя е внучка по баща на крал Джордж III и братовчедка на управляващата британска кралица Виктория. Те имат четири деца:
- Мери Тек (Виктория Мария Августа Луиза Олга Паулина Клодина Агнес фон Тек) (* 26 май 1867; † 24 март 1953), омъжена на 6 юли 1893 г. за Джордж V (1865 – 1936), от 6 май 1910 г. крал на Великобритания, Ирландия и Индия
- Адолфус Чарлс Кеймбридж (* 13 август 1868; † 24 октомври 1927). 1. маркиз на Кеймбридж, полковник, женен на 12 декември 1894 г., за леди Маргарет Евелин Гросвенор (1873 – 1929)
- Францис Йозеф Леополд Фредерик фон Тек (* 9 януари 1870; † 22 октомври 1910), принц фон Тек, неженен
- Александер Августус Фредерик Вилиам Алфред Георг Кеймбридж (* 14 април 1874; † 16 януари 1957), 1. еарл на Атлоне, майор-генерал, генерален губернатор на Южна Африка и Канада, женен на 10 февруари 1904 г. за принцеса Алиса от Великобритания (1883 – 1981), внучка на кралица Виктория, дъщеря на Леополд, херцог Олбани (1853 – 1884) и принцеса Хелена фон Валдек-Пирмонт (1861 – 1922)

## Галерия
- Херцог Франц фон Тек
- Франц и съпругата му Мари Аделаида с дъщеря им Мария
- Франц и Мари Аделаида с херцог Филип фон Вюртемберг и херцогиня Мария Тереза в Англия, ок. 1866